# Oasenkette von Tighmert, Prä-Sahara-Region von Wad Noun

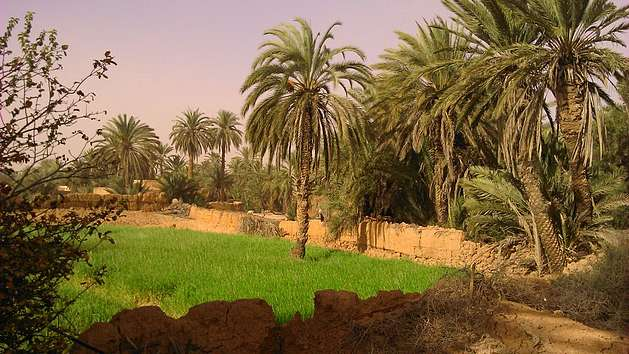
Oase Tighmert

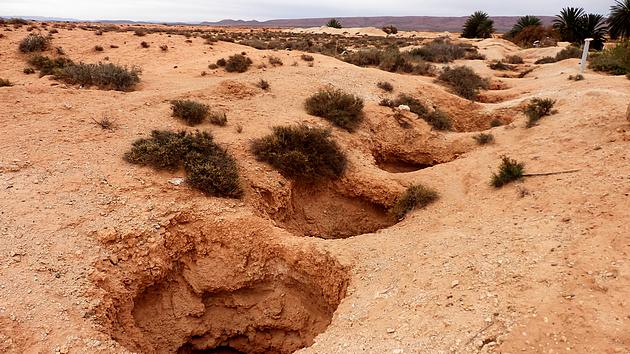
Khettara-Zugänge

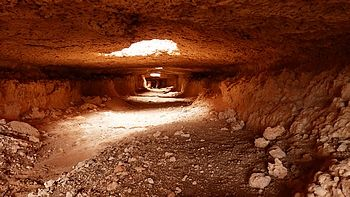
Trockenfallende Khettara

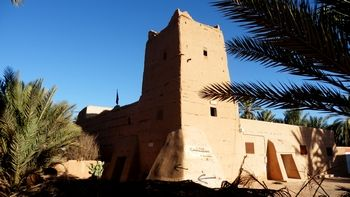
Ehemalige Karawanserei aus Stampflehm mit Museum

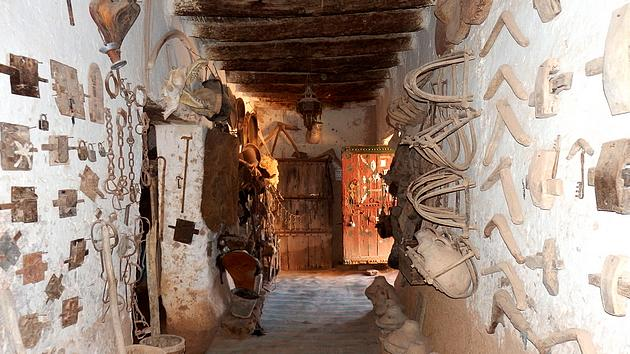
Museum in der Oase

Die seit dem Jahr 2016 auf der Tentativliste der UNESCO stehende Oasenkette von Tighmert in der Prä-Sahara-Region von Wad Noun erstreckt sich entlang des vom späten Frühjahr bis zum Winter meist ausgetrockneten Oued Noun (auch Oued Assaka genannt) im Umkreis der Stadt Guelmim im Süden Marokkos.

## Beschreibung
Die Oase Tighmert (arabisch تغمرت, Zentralatlas-Tamazight ⵜⵉⵖⵎⴰⵔⵜ), eine der größten Marokkos, besteht aus mehreren Dörfern (u. a. Aït Bekkou, Taourirt, Asrir). Sie wird vom Oued Noun und zahlreichen unterirdischen Kanälen (khettaras) mit Wasser aus den nördlich davon gelegenen Bergen versorgt.

## Bevölkerung
Im Jahr 2004 hatte die Oase knapp 4000 Einwohner.

## Geschichte
Da die Berber keine schriftlichen Aufzeichnungen hinterlassen haben, liegen die Anfänge einer dauerhaften Besiedlung der Region im Dunkeln. Ursprünglich dürften die Oasen von umherziehenden Nomaden entdeckt worden sein, die hier ihr Vieh weideten. Einige ließen sich dauerhaft nieder und wurden sesshaft, was im Lauf der Zeit zu tiefgreifenden Konflikten mit den weiterhin wandernden Nomadenclans führte.

## Sehenswürdigkeiten
- Hauptattraktion sind die von Stampflehmmauern umgrenzten und teilweise mit Dattelpalmen bestandenen Oasenfelder, auf denen im Frühjahr Kartoffeln, Bohnen, Zwiebeln und anderes Gemüse angebaut werden.
- Einige Khettaras können besichtigt werden.

Umgebung
- Beim verlassenen Dorf Fask, ca. 14 km östlich der Oase Tighmert, bildet sich im Frühjahr oder nach heftigen oder langanhaltenden Regenfällen ein mehrere Meter hoher Wasserfall (cascade).
- In der näheren und weiteren Umgebung der Oasen gibt es mehrere Stellen mit Petroglyphen, die bis in die Zeit der Jäger und Sammler zurückreichen.

## Brand
Wahrscheinlich infolge der großen Hitze (ca. 47 °C) wurde am 25. August 2020 ein Teil der Oase beim Dorf Asrir durch ein Feuer zerstört. Menschen kamen nicht zu Schaden, aber zahlreiche Schafe und Ziegen wurden getötet.